# Croremopsis sericea
Croremopsis sericea är en fjärilsart som beskrevs av Sir George Hamilton Kenrick 1914. Croremopsis sericea ingår i släktet Croremopsis och familjen tofsspinnare. Inga underarter finns listade i Catalogue of Life.